# République d'Anguilla
1967–1969
Entités précédentes :
- Saint-Christophe-Niévès-Anguilla

Entités suivantes :
- Saint-Christophe-Niévès-Anguilla

La république d'Anguilla est un État non reconnu né de la sécession de l'île d'Anguilla de l'État associé de Saint-Christophe-Niévès-Anguilla, colonie britannique des Petites Antilles, entre le 12 juillet 1967 et le 19 mars 1969.

## Historique
Le 27 février 1967, le Royaume-Uni accorde au territoire de Saint-Christophe-et-Niévès-Anguilla le statut d'État associé, avec sa propre constitution et un degré considérable d'autonomie. Dès le début des négociations, mi-janvier, des Anguillais avaient vigoureusement exprimé leur opposition à l'asservissement politique de leur île à Saint-Christophe qui négligeait Anguilla depuis le début de la fédération des trois îles dix ans plus tôt. Cette expression de désaccord finit par se traduire par quelques violences. 
Le 30 mai, les Anguillais se soulèvent, chassent la police de Saint-Christophe et mettent en place un conseil législatif. Cette date est connue comme la « Journée d'Anguilla ». Le 16 juin, l'île se retire unilatéralement de l'État associé et le gouvernement provisoire demande à se placer sous l'administration des États-Unis, qui refusent. 
Le 11 juillet 1967 a lieu un référendum sur la sécession d'Anguilla de l'État associé de Saint-Christophe-Niévès-Anguilla. Les résultats sont de 1 813 voix pour la sécession et 5 contre. Une déclaration d'indépendance, principalement rédigée par le professeur Roger Fisher (en) de l'école de droit d'Harvard, est lue publiquement par Walter Hodge le lendemain. Un conseil législatif distinct est immédiatement mis en place. Peter Adams en est le premier président, mais quand il accepte le retour d'Anguilla au sein de l'État commun, il est déposé et remplacé par Ronald Webster. 
En décembre 1967, deux membres du Parlement britannique travaillent sur un accord intérimaire qui prévoit, pour une année, qu'un officiel britannique exerce l'autorité administrative de base avec le Conseil d'Anguilla, le temps d'arriver à un accord entre Anguilla et Saint-Christophe. Ainsi, Tony Lee prend ses fonctions le 8 janvier 1968, mais au terme de l'accord, aucune décision n'est prise sur l'avenir à long terme de la gouvernance de l'île.
À la suite de l'échec des négociations, le Royaume-Uni organise un second référendum le 6 février 1969, pour lequel 1 739 votants contre 4 se prononcent de nouveau contre le retour à l'association avec Saint-Christophe. Le lendemain, Anguilla se déclare « république indépendante », avec Webster comme président. 
Un nouvel émissaire britannique, William Whitlock, est nommé et arrive le 11 mars suivant avec une proposition pour une nouvelle administration britannique provisoire. Il est expulsé le jour même. Huit jours plus tard, le 19 mars, le Royaume-Uni envoie 315 « Diables rouges » de la 16e brigade de parachutistes, soutenus par des hélicoptères, la Royal Navy, la Royal Air Force et un détachement de la police de Londres investir l'île pour « rétablir l'ordre ». Les Anguillais n'opposent aucune résistance sinon quelques crachats et insultes. La presse britannique titre sur la « Baie des Cochonnets », le « Blitzkrieg de papier », ou la « Guerre dans une tasse de thé » ; au Parlement britannique, un député félicite le Premier ministre Harold Wilson d'avoir trouvé un adversaire à sa taille. Les paras sont rapidement remplacés par le génie, qui répare les conséquences de 150 ans de négligence de la part de Saint-Christophe. 
À compter du 15 septembre 1969, le statut d'Anguilla devient très flou. Officiellement rattachée à cette date à l'État associé de Saint-Christophe-Niévès-Anguilla qui l'ignore activement, elle est dans les faits gouvernée directement par le Royaume-Uni via des accords provisoires. Tony Lee revient comme commissaire en 1971 pour travailler sur un nouvel accord intérimaire avec les habitants de l'île, dans lequel Anguilla est autorisé à faire sécession de l'État associé. Cette situation est entérinée par le gouvernement britannique en juillet 1971, même si ce n'est que le 19 septembre 1980 qu'Anguilla devient officiellement une colonie britannique séparée de Saint-Christophe-et-Niévès qui devient indépendant le 19 septembre 1983.

## Gouvernement

### Présidents du conseil de l'île
- Peter Adams : 12 juillet 1967 -  4 août 1967
- Ronald Webster : 4 août 1967 - 8 janvier 1968 / 9 janvier 1969 - 21 février 1969

### Président de la république
- Ronald Webster : 21 février 1969 - 19 mars 1969

### Ministre des finances
- Walter Hodge : 1967–1969

## Symboles

### Drapeau
Après la révolution de 1967, Anguilla adopte un drapeau représentant deux sirènes tenant un coquillage, qui avait été envoyé par un groupe d'Anguillais de San Francisco et avait été hissé en juillet 1967 lorsque le drapeau du gouverneur avait été déchiré. Ce drapeau ne fut jamais vraiment accepté par les habitants.
Le 29 septembre 1967, tandis que l'île tente de faire sécession avec Saint-Christophe-et-Niévès, un nouveau drapeau flotte sur Anguilla, constitué de trois dauphins orange signifiant l'endurance, l'unité et la force ; ils forment un cercle symbolisant la continuité. Le fond est blanc, couleur neutre de la paix et de la tranquillité et une bande horizontale bleu turquoise représente la mer des Caraïbes et également la jeunesse et l'espoir de la nation. Au départ, la teinte de la bande était bleu-vert mais pour des raisons de coût de production, la teinte finale fut le turquoise.

Drapeau provisoire de la République d'Anguilla en 1967
Le Dolphin flag utilisé de 1967 à 1969

### Monnaie
La monnaie de la république est le Anguilla Liberty dollar. Des pièces ont alors pour valeur 1, 2, 4, 5, 10, 20, 25, 100, 200 et 1 500 dollars ainsi qu'une de 50 cents. Ce sont désormais des pièces de collection.